# Зорленцу-Маре
Зорленцу-Маре (рум. Zorlențu Mare) — село у повіті Караш-Северін в Румунії. Входить до складу комуни Зорленцу-Маре.
Село розташоване на відстані 344 км на захід від Бухареста, 17 км на північ від Решиці, 66 км на південний схід від Тімішоари.

## Населення
За даними перепису населення 2002 року у селі проживали 1058 осіб.
Національний склад населення села:
| Національність | Кількість осіб | Відсоток |
| -------------- | -------------- | -------- |
| румуни         | 979            | 92,5%    |
| цигани         | 69             | 6,5%     |
| українці       | 5              | 0,5%     |

Рідною мовою назвали:
| Мова       | Кількість осіб | Відсоток |
| ---------- | -------------- | -------- |
| румунська  | 984            | 93,0%    |
| циганська  | 65             | 6,1%     |
| українська | 5              | 0,5%     |